# Sjef van den Berg
Sjef van den Berg (Heeswijk-Dinther, 15 aprile 1995) è un arciere olandese, vincitore di una medaglia d'argento e di una medaglia di bronzo ai I Giochi europei.

## Palmarès
- Giochi europei

Baku 2015: argento nella prova individuale e bronzo nella gara a squadre.
Minsk 2019: argento nella gara a squadre.